# Magar (Maharashtra)
Los magar o magares son un pueblo que constituye el grupo étnico marata de Maharashtra, India. 
Los magar son probablemente parte del complejo de castas maratha.
La localidad magar de Magarpatta, cerca de la ciudad de Pune, fue noticia en noviembre-diciembre de 2006 tras los informes de noticias sobre el éxito de sus habitantes magares, originalmente agricultores marginales de cultivos de caña de azúcar, convirtiendo la explotación de sus tierras agrícolas en centros urbanos, lo que representa para sus propietarios obtener una gran riqueza. Se agruparon las tierras de 120 agricultores y formaron una empresa y para construir casas, oficinas, una escuela, hoteles, hospitales y un complejo deportivo.